# Діброва (Камінь-Каширський район)
Дібро́ва — село в Україні, у Любешівській селищній громаді Камінь-Каширського району Волинської області. Населення становить 222 осіб.
Поблизу села знаходиться озеро Бурків. 

## Історія
До 10 серпня 2017 року село входило до складу Залаззівської сільської ради Любешівського району Волинської області.

## Населення
Згідно з переписом УРСР 1989 року чисельність наявного населення села становила 223 особи, з яких 101 чоловік та 122 жінки.
За переписом населення України 2001 року в селі мешкали 223 особи.

### Мова
Розподіл населення за рідною мовою за даними перепису 2001 року:
| Мова       | Відсоток |
| ---------- | -------- |
| українська | 99,55 %  |
| білоруська | 0,45 %   |